# 托尼·帕克
小威廉·安東尼·帕克（英語：William Anthony Parker Jr.，1982年5月17日—），通稱東尼·帕克（Tony Parker），暱稱TP、法國小跑車，是一位已退役的法國職業籃球運動員，在2001年NBA選秀大會中於首輪第二十八順位被聖安東尼奧馬刺選中。現為ASVEL籃球隊老闆。
身為一名職業籃球運動員的兒子，帕克在法國籃球聯盟的巴黎競技效力了兩年之後赴美參加了選秀，並且很快就成為馬刺的先發控球後衛，幫助馬刺奪得四次NBA總冠軍（2003年、2005年、2007年、2014年）。
帕克擁有出色的切入和中距离投篮能力，同時具備優異的傳球視野與控球能力,切入籃下的速度極快故有「法國小跑車」的稱號。他的球風偏重於切入突破得分或中距離跳投，其藉由提姆·鄧肯的擋拆反手上籃為著名招式。職業生涯六次入選NBA全明星賽，三次入選NBA年度第二隊、一次入選NBA年度第三隊，並在2006–07賽季榮膺NBA總決賽最有價值球員，成為首位獲得此獎項的外籍球員。在2017年NBA季后賽第二輪比賽中，他因左腿股四頭肌斷裂而整季報銷。
帕克是法國國家男子籃球隊前隊員，他曾於2013年帶隊於總決賽擊敗立陶宛，獲得歐錦賽金牌，並獲選為歐洲籃球錦標賽MVP。2015年，他成為歐洲籃球錦標賽的歷史得分王，而這一記錄在兩年後被保羅·蓋索打破。
馬刺在2019年11月11日的主場比賽，退休他的9號球衣，亦表示往後的日子沒有人能夠再次穿上代表帕克的9號球衣。

## 早年生涯
帕克出生於比利時的布魯日，但從小在法國長大。他的父親老東尼·帕克（Tony Parker Sr.）是一名非裔美國人，曾是芝加哥洛約拉大學的優秀後衛，夢想為芝加哥公牛打球，然而他很快發現自己的實力並沒有辦法在美國職業籃壇生存，不想放棄籃球路的他，選擇前往歐洲，輾轉在荷蘭和比利時等國家打球，最後在法國結束職業生涯。他的母親帕梅拉·費雷史東（Pamela Firestone）是荷蘭裔模特兒，帕梅拉的舅舅揚·韋內塞則是奧運划船金牌得主。帕克很享受和他的兄弟們在一起的生活，他們也會經常一起去看父親的籃球比賽。但是在法國，足球遠比籃球要受歡迎，當時帕克的偶像是法國歷史上最佳的足球巨星米歇尔·普拉蒂尼，他的房間裡甚至貼著一張普拉蒂尼進球的特寫照片。
1991年6月，一趟旅行徹底改變了帕克的一生。他受邀到父親的出生地芝加哥去看芝加哥公牛的練習，他和公牛的著名球星史考提·皮朋握手，並見證了公牛奪得第一座冠軍杯的場景，而籃球大帝麥可·喬丹的精采表現讓帕克目瞪口呆。那時候，他放棄了最喜歡的足球，從而許下了要踏入NBA的目標。隨後帕克將原來的名字安東尼·帕克改成了與父親一樣的東尼·帕克，此舉是決心要延續父親未能完成的NBA夢。接著帕克把他房間裡那張普拉蒂尼的海報換成了他與飛人喬丹的合照。
訂下了新目標後，帕克和他的兩個兄弟全身心地投入到了籃球運動中，T·J·帕克將開始自己的職業籃球生涯，皮埃爾·帕克則將開始大學籃球生涯。當帕克掌握了籃球技術後，他的身體素質決定了他在場上的位置。由於切入籃下的速度極快，且擁有優於常人的傳球視野，很快就勝任了控球後衛的位置。他最終被發現是有天賦的，之後帕克被邀請進入位於巴黎的法國國家體育運動學院就讀。在法國業餘聯賽效力了兩個賽季之後，帕克在1999年與巴黎競技隊（Paris Basket Racing）簽約，開始了自己的職業生涯。
2000年夏天，帕克被邀請前往美國參加在印第安納波利斯舉行的耐克篮球峰会。那次峰會上，帕克在職業球探和大學教練面前，和擁有達瑞爾斯·邁爾斯、查克·藍道夫以及奧馬爾·庫克的美國隊同場競技，這三人在當時都被視為籃壇的未來之星。在這場美國全明星和歐洲全明星的對決中，帕克拿下20分、7助攻、4籃板和2抄截。他的表現在幾所大學中引發了一場搶奪戰。這幾所大學包括加州大學洛杉磯分校和喬治亞理工大學等籃球名校。但帕克仍決定放棄去NCAA打球，並選擇繼續留在法國。
2001年夏天，帕克參加了2001年NBA選秀大會，這之前的兩個賽季，帕克一直在法國的巴黎競技隊效力。

## 職業生涯

### 聖安東尼奧馬刺（2001−2018）

#### 首次奪冠
在參加選秀大會之前，帕克曾受馬刺助理總管R·C·布福德的邀請參加馬刺的試訓。帕克的第一次經歷令人心有餘悸。當時馬刺總教練格雷格·波波維奇安排球隊球探蘭斯·布朗克斯與帕克進行對位，結果帕克被布朗克斯強硬的防守搞得不知所措。10分鐘後，波波維奇就準備打發帕克回家了。但是布福德不肯放棄，不斷遊說波波維奇在給帕克一次試訓機會，他更找來了助理山姆·普雷斯蒂去剪輯其中一部帕克在歐洲比賽的高光片段，想藉此讓波波維奇改觀，而波波維奇在看過影片後也對帕克又多了點興趣，於是決定給他第二次試訓的機會。而這一次，帕克給波波維奇留下了良好的印象。後來帕克曾把蘭斯·布朗克斯描述為「個人搶險小組」。但是當波波維奇決定值得為帕克賭一把的時候，馬刺還不得不希望別的球隊不要在選秀大會上選中他。正如後來發生的那樣，帕克在選秀前的預測中幾乎沒有被提及，最終帕克在首輪第二十八順位被馬刺隊選中。
在新秀賽季開始的前一段時間，帕克主要擔任安东尼奥·丹尼尔斯的替補，不過很快他就憑藉自己的實力和天賦成為馬刺隊的先發控球後衛。那個賽季的例行賽，帕克一共出場77場，場均出場29.4分鐘的情況下，能夠貢獻9.2 分、4.3次助攻和2.6個籃板。2001年10月30日，在馬刺對上洛杉磯快艇的那場比賽中，帕克成為法國第三位進入NBA的球員。前兩位是塔里克·阿布杜·瓦哈德和杰罗米·莫伊索。帕克給馬刺帶來了許多效益，在轉換進攻中，他那優秀的傳球視野可以讓隊友更容易接獲傳球，而他異於常人的速度也能使自己迅速切入禁區進行投籃，這為馬刺雙塔提姆·鄧肯和大衛·羅賓森拉開了空間。新秀賽季結束後，帕克成為馬刺的助攻王和抄截王，並順利入選了2001–02賽季的NBA最佳新秀陣容第一隊，這也是聯盟第一次有非美國本土後衛獲得此榮譽。雖然馬刺在季后賽分區決賽中被洛杉磯湖人淘汰出局，但是帕克的表現已經足夠引起外界的關注。
在職業生涯的第二個賽季，帕克收穫了他的第一枚總冠軍戒指。整個例行賽中，帕克作為已經改頭換面的馬刺隊先發控衛出場了全部82場比賽。他的數據也有了極大的提升，場均能攻下15.5分、5.3助攻以及2.6籃板。在其中49場比賽中，帕克一直是球隊的助攻王，這也可以看出他被當做了球隊的組織核心。在2003年的NBA全明星周末，帕克作為二年級生參加了新秀挑戰賽，同時他還參加了首屆技術挑戰賽。在季后賽中，帕克兩度刷新自己的職業生涯得分紀錄。而當鄧肯率領的馬刺在總決賽以4−2淘汰紐澤西籃網後，帕克得到了自己職業生涯的第一枚冠軍戒指。儘管最後取得了勝利，但帕克在季后賽中卻掙扎於自己的不穩定，同時也經常在比賽後期被更富有經驗的後衛史蒂夫·科爾和史皮蒂·克莱斯克顿換下。整個賽季帕克也感覺到總教練波波維奇經常對自己嚴厲的批評。回顧這些事時，波波維奇也承認當時對這位年輕的組織後衛嚴厲了點，但這主要是他想讓帕克對此習以為常，並能比同齡人更快的成熟。

#### 第二次奪冠
儘管跟隨馬刺獲得了總冠軍，但帕克的未來還是充滿了不確定因素。有傳言馬刺試圖用他去交易紐澤西籃網的傑森·基德，但是這筆交易最後沒有成功。而帕克也告訴波波維奇，他想成為馬刺的先發控衛，而且自己也準備更努力的訓練，以成為一名偉大球員。而帕克確實在2003–04賽季的例行賽中表現出色，場均能攻下14.7分、5.5助攻和3.2籃板。但是在2004年NBA季后賽中，馬刺還是被常年的競爭對手洛杉磯湖人在西區半決賽淘汰了。這也意味著馬刺衛冕失敗。
在2004–05賽季，帕克的數據創下職業生涯的新高，每場比賽場均拿下16.6分、6.1助攻和3.7籃板。總助攻數排在聯盟第十三位，而投籃命中率在控球後衛中排名第三。馬刺在季后賽中表現的很強勢，而帕克在對丹佛金塊、西雅圖超音速和鳳凰城太陽的勝利中也起著重要的作用，成功殺進總決賽。不過在對底特律活塞的總決賽中，馬刺又陷入了困境。當帕克失去了像例行賽那樣的優秀表現時，他的組織核心任務就被隊友馬努·吉諾比利和布倫特·貝瑞取代了。在與前任總決賽最有價值球員和最佳防守陣容成員昌西·畢拉普斯的對決中，帕克的跳投變得極不穩定，標誌性的突破上籃也經常被活塞隊強悍的前場防守球員擋下。但最終馬刺還是憑藉著鄧肯的穩定發揮，以及吉諾比利的爆發和帕克的組織核心以4−3擊敗了衛冕軍活塞。馬刺也獲得了隊史第三個NBA總冠軍。。

#### 第三次奪冠

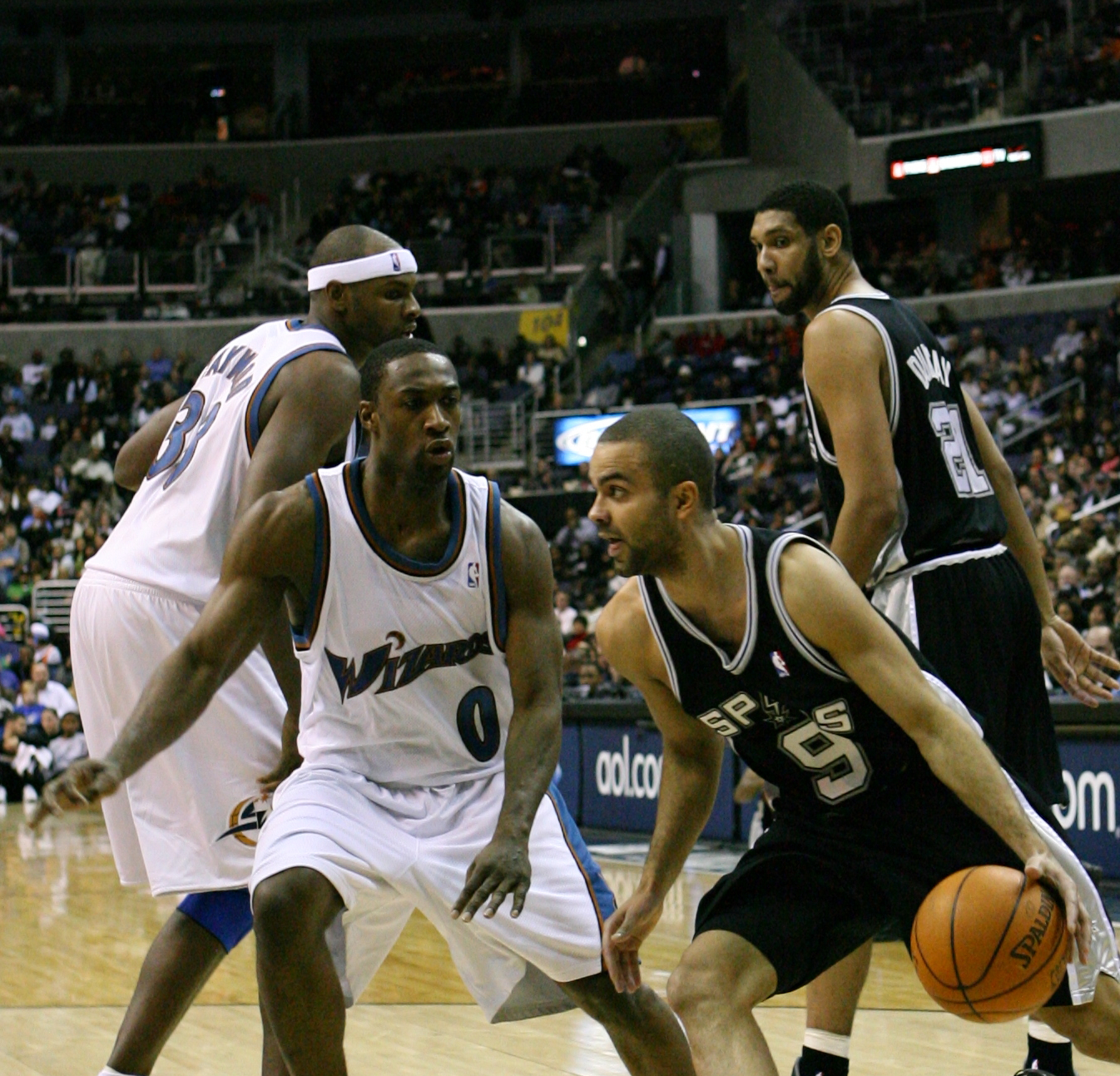
帕克試圖突破華盛頓巫師的吉尔伯特·阿里纳斯。

2005–06賽季，帕克場均得分達到18.9分，甚至高於鄧肯，並再一次創下職業生涯新高，投籃命中率也穩定保持在54.8%。由於自己出色的表現，帕克第一次入選全明星賽。那個賽季，帕克幫助馬刺拿到以63勝19負的成績以西區頭號種子身份晉身季後賽。但是不幸的是，身為頭號种子的馬刺在西區第二輪被達拉斯獨行俠淘汰出局，再一次衛冕失敗。
2007年2月14日，由於在前半賽季中發揮穩定，帕克作為替補後衛參加了2007年NBA全明星賽。這個賽季，由帕克出任先發控衛的馬刺隊最終排名西南賽區第二名，順利進入季后賽。在西區半決賽，馬刺碰上了由成功衛冕NBA最有價值球員的史蒂夫·奈許領銜的鳳凰城太陽。在與同期最好的控球後衛的對決中，帕克用其速度輕鬆上籃得分，或者用其改善後的中距離跳投得分。太陽隊總教練迈克·德安东尼甚至用最佳防守陣容成員前鋒尚恩·馬里安來防守帕克，但是帕克利用擋拆戰術戰勝了對方更重要的領軍人物。淘汰太陽隊後，馬刺在西部決賽中4−1淘汰猶他爵士。在2007年NBA總決賽中，帕克和馬刺隊面對的是由勒布朗·詹姆斯和扎伊德鲁纳斯·伊尔格斯卡斯率領的克利夫蘭騎士。在這個系列賽中，帕克的表現遠遠好於騎士的丹尼爾·吉布森和最佳防守陣容成員拉里·休斯，以56.8%的高投籃命中率和57.1%的三分命中率，場均拿下24.5分，幫助馬刺4−0橫掃騎士，奪得總冠軍。正因為帕克的出色表現而榮獲了2007年的NBA總決賽最有價值球員，這也是第一次由來自歐洲的球員獲得此獎項。

#### 落空
在2007–08賽季，帕克的得分和籃板跟以往兩個賽季差不多，而助攻數再一次創下新高，刷新了個人紀錄。馬刺以西區第三名結束整個賽季，並在季后賽首輪與鳳凰城太陽狹路相逢。四年來的第三次，馬刺再一次擊敗了太陽。而帕克也表現突出，場均接近30分，7助攻。第二輪對上由克里斯·保羅、泰森·錢德勒、佩贾·斯托亚科维奇和大衛·衛斯特等明星球員領銜的紐奧良黃蜂，雖然馬刺輸掉了前兩場客場，不過在第三場強勢取勝。在那場比賽，帕克攻下30分和11助攻的兩雙成績。最終經驗豐富的馬刺隊拿下了第七場，以4−3擊退了黃蜂隊。但在隨後的西區決賽中，馬刺再度碰上長年宿敵洛杉磯湖人，而湖人隊在補強了保羅·蓋索和特雷沃·阿里扎後，整體實力已有大幅提升。最終馬刺敗倒在湖人面前，也宣告馬刺隊又一次衛冕失敗。
2008–09賽季，馬刺開季初期出師不利，接連輸掉前三場比賽。而在第四場對上明尼蘇達灰狼的比賽中，帕克拿下職業生涯新高的55分，帶領馬刺取得了開賽以來的第一場胜利。隨後，馬刺逐漸進入狀況，接近全明星周末時戰績已來到西區第二名。由於在得分和助攻數創下職業生涯新高，帕克作為替補球員參加了2009年NBA全明星賽。這個賽季，球隊重要的得分後衛吉諾比利缺席了大量的比賽，帕克不得不擔負起更重的責任。當例行賽結束時，帕克在得分和助攻方面創下新高，亦幫助馬刺隊取得54勝28敗的戰績，名列西區第三种子。在季后賽首輪第四場比賽中，帕克半場拿下31分，追平了由喬治·葛文所保持的馬刺季后賽個人半場得分紀錄。但由於馬刺一開始就處於落後狀態，最終遭到達拉斯獨行俠1−4淘汰出局。這是馬刺自2000年以來第一次在季后賽首輪被淘汰。帕克季后賽中場均能取得28.6分、4.2籃板，打破了前幾個賽季最佳的22.4分和3.7籃板紀錄。2009年5月13日，帕克入選NBA年度第三隊。

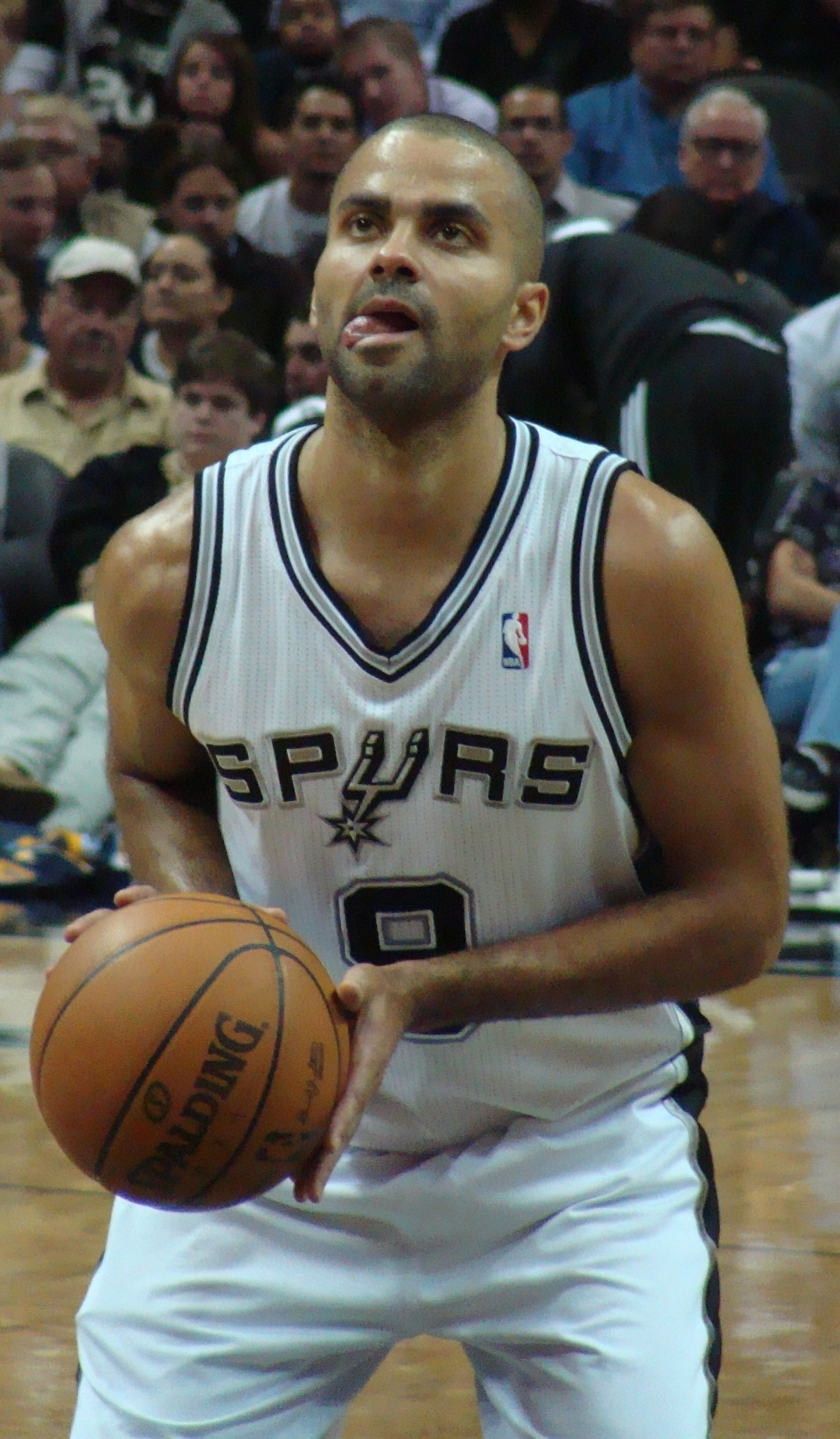
正在罰球的帕克。

在2011–12賽季，帕克幫助馬刺連續第二個賽季取得西區最佳戰績，同時也與芝加哥公牛並列為聯盟最佳總戰績隊伍。2012年2月4日，帕克成為馬刺隊史助攻王，他在對上奧克拉荷馬雷霆的比賽中攻下42分，並傳出9次助攻，生涯助攻次數累積到4477次，正式超越艾弗里·強森，成功帶領馬刺以107−96擊敗雷霆，奪下四連勝。儘管本賽季前期因勞資糾紛而封館，馬刺隊仍然取得了50勝的戰績，這也是馬刺連續第十三年取得至少50勝的賽季，帕克職業生涯第四次入選全明星賽。他在NBA最有價值球員獎項投票中獲得第五名。在賽季末期，馬刺簽下被夏洛特山貓放棄的伯利斯·迪奥，而迪奧也是帕克在法國國家隊的老隊友。在2012年NBA季后賽中，帕克場均能攻下20.1分以及6.8助攻，馬刺在前兩輪比賽中橫掃了猶他爵士和洛杉磯快艇。在西區決賽中，馬刺面對由年輕四少－凱文·杜蘭特、羅素·衛斯特布魯克、詹姆斯·哈登和賽爾吉·伊巴卡帶領的奧克拉荷馬雷霆，率先贏下第一場和第二場比賽，取得2−0的優勢。然而馬刺在後期連續四場失利，從而被雷霆4−2淘汰。
2012年12月11日，馬刺客場在歷經延長賽後以134−126戰勝休士頓火箭。帕克全場貢獻27分、12籃板以及12助攻，拿下了職業生涯的首次大三元。而這是帕克職業生涯的第825場比賽，他成為聯盟第四位用了800場比賽來達成大三元的球員，其餘三人分別是卡爾·馬龍（860場）、派屈克·尤英（834場）和塞德瑞克·麥斯威爾（824場）。帕克在2013年1月場均能得到21.9分和7.9次助攻，投籃命中率高達56.3％，帶領馬刺取得12勝3敗的戰績，被聯盟評選為西區聯盟本月最佳球員。成為自2002年4月提姆·鄧肯以來第二位獲此殊榮的馬刺球員。2013年5月22日，帕克送出職業生涯新高的18次助攻，幫助馬刺在延長賽以93−89擊敗曼菲斯灰熊。2013年5月28日，帕克攻下37分，幫助馬刺以93−86再次戰勝灰熊，帶領馬刺打入了總決賽。
在2013年NBA總決賽對上衛冕軍邁阿密熱火的第一場比賽中，帕克在比賽還剩5.2秒的情況下命中了一記關鍵跳投，幫助聖安東尼奧馬刺以92−88取得了勝利。然而馬刺最終在歷經七場比賽後輸掉了總決賽。熱火則收下了隊史第三座總冠軍。

#### 第四次奪冠
2014年5月，東尼·帕克與馬努·吉諾比利和提姆·鄧肯三人聯手在季後賽拿下了第117場的勝利，刷新了由Showtime湖人成員魔術強森、卡里姆·阿布都-賈霸和迈克尔·库珀創下的季后賽歷史上最多的勝場紀錄（110場）。在季後賽中，馬刺在六場比賽內淘汰了雷霆並連續第二年打進總決賽。馬刺再度對上欲尋求三連霸的衛冕軍－邁阿密熱火。馬刺靠著團隊合作順利以4−1擊敗熱火隊。帕克獲得了職業生涯的第四個總冠軍，也為馬刺奪得隊史第五座總冠軍。馬刺新星科懷·雷納德獲選為總決賽最有價值球員。

#### 尋找接班人
2014年8月1日，帕克與馬刺簽下了一份為期三年4330萬美元的續約合約。馬刺以55勝27敗的戰績結束了2014–15賽季。但是在季後賽中，馬刺於第一輪慘遭洛杉磯快艇4−3淘汰。由於受傷，帕克在季后賽中表現不佳，場均貢獻為10.9分和3.6助攻，命中率僅有36%。
在2015–16賽季，帕克幫助馬刺隊取得了67勝15敗的聯盟第二戰績，場均得能夠攻下11.9分、5.3助攻以及0.2阻攻。在2016年NBA季后賽中，馬刺雖然在首輪4−0橫掃了曼菲斯灰熊，但卻在第二輪被奧克拉荷馬雷霆於六場比賽中淘汰出局。
在2016–17賽季開始前，帕克共事多年的老隊友提姆·鄧肯宣佈退役。失去鄧肯的馬刺隊仍以61勝21敗的戰績結束了本賽季，這也是馬刺隊史首次連續兩年取得60勝的戰績。帕克一共出場了63場比賽，場均能得到10.1分和4.5助攻，這是他新秀賽季以來的最低平均數據。在2017年NBA季后賽中，馬刺於第一輪再次碰上曼菲斯灰熊。帕克的老化再加上麥克·康利、馬克·蓋索和查克·藍道夫的擋切戰術迅速撕裂馬刺的防線，一度將馬刺逼入絕境，後來靠著馬刺當家球星科懷·雷納德在攻防兩端的活躍才順利將灰熊淘汰。2017年5月4日，馬刺在主場AT&T中心以121-96戰勝休士頓火箭，帕克本場比賽先發出場。他的季后賽出場數已達到221場，超越前洛杉磯湖人球員科比·布萊恩，排在歷史第五名。帕克出場26分鐘得到18分、3籃板以及4助攻，馬努·吉諾比利則拿下6分、5籃板和3助攻。加上本場比賽，帕克與吉諾比利已經聯手在季后賽中拿下了第131場胜利，追平了原先由提姆·鄧肯和帕克保持的聯盟紀錄。加上這18分，他的職業生涯季后賽總得分來到了4012分，越過了4000分大關，位於歷史第九名。另外，帕克還是季后賽歷史上第四個拿到4000分和1000個助攻的球員。
2017年5月4日，馬刺以121−96大勝休士頓火箭，成功將系列賽扳為1−1平手。然而在第四節剩下8分54秒時，帕克切入拋投未進，隨後便不支倒地。在經過核磁共振檢查後，確定是左腿股四頭肌腱斷裂，將缺席季後賽的剩餘比賽，也中斷了帕克連續221次進入季后賽的紀錄。
2017年11月28日，帕克在馬刺對上達拉斯獨行俠的比賽中傷癒歸隊。他在14分鐘內攻下6分並送出4次助攻，幫助馬刺以115−108擊敗獨行俠。此後大多數場次帕克皆以替補球員上場，他也欣然接受總教練波波維奇的安排，表示已準備將火矩傳給新人控衛德瓊泰·莫瑞。

### 夏洛特黃蜂（2018−2019）
2018年7月6日，為因應馬刺即將到來的轉型，帕克決定離開生活了十七年的聖安東尼奧，並決定和夏洛特黃蜂簽下兩年1000萬美元的合約。
2019年6月11日，帕克宣布退休。帕克表示：「假如我不再是那位東尼.帕克，也並非為冠軍而戰，那我也不再渴望打球了」。

### ASVEL（2011）
在2011年因勞資糾紛而進行封館期間，帕克與位於法國里昂的職業籃球隊ASVEL簽下合約。帕克擁有這支球隊20%的股份，並且在該球隊擔任籃球事務部副總裁的職位。這筆球員合約，他不但只領球隊的最低薪資，而且在球員保險的部分，他甚至必須要自掏腰包，因為這並沒有包含在合約中。根據調查，他在三個月內就花費了25萬美元。

## 國家隊

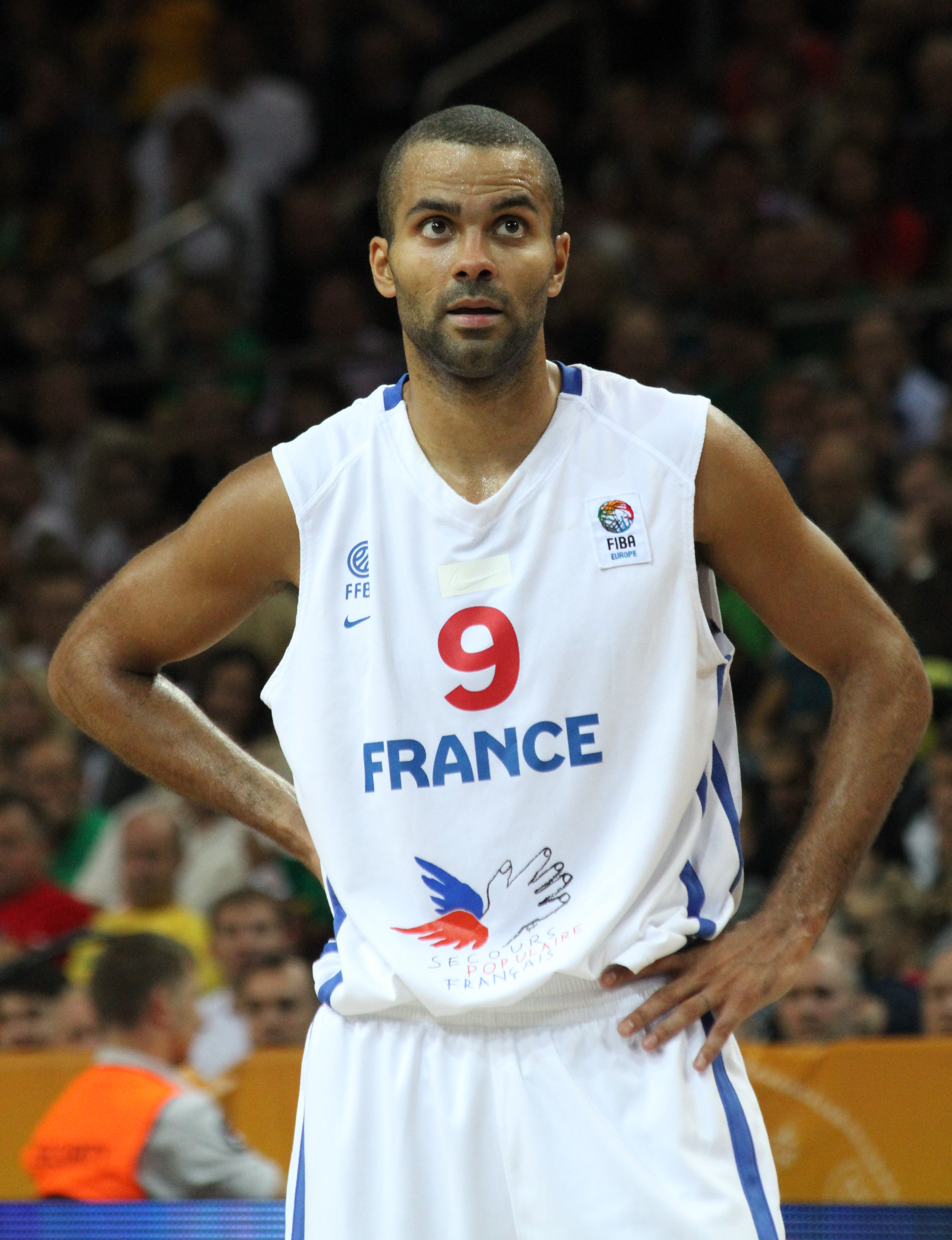
帕克效力於法國隊（2011年）

帕克代表法國國家青年隊參加了1997年歐洲U16籃球錦標賽，1998年和2000年歐洲U18籃球錦標賽，和2002年歐洲U20籃球錦標賽。在2000年歐洲U18籃球錦標賽上，帕克場均能攻下25.8分、6.8助攻和6.8抄截，榮獲歐洲U18籃球錦標賽MVP，且幫助法國隊獲得了冠軍。加入法國國家男子籃球隊後，帕克隨隊參加了2001年、2003年、2005年、2007年和2009年歐洲籃球錦標賽。
在2005年歐洲籃球錦標賽的銅牌爭奪戰中，法國隊以98−68擊敗西班牙國家隊獲得了銅牌。自2003年帕克成為法國國家隊的隊長後，原本他已決定帶領法國隊征戰2006年世界盃籃球賽，但是不幸的是，在最後一場對巴西國家隊的熱身賽上，他不小心抓到巴西球員的球衣時弄傷了自己的手指。因此帕克不得不休戰。2007年歐洲籃球錦標賽上，法國隊在四分之一決賽上被俄羅斯國家隊淘汰，而帕克在之前九場比賽中場均能貢獻20.1分和2.8助攻。2010年，帕克選擇了放棄參加2010年世界盃籃球賽，希望能養好自己在2009–10賽季時所留下的傷。
帕克在2011年重返法國隊，並隨隊參加2011年歐洲籃球錦標賽，雖然取得了七連勝，但法國隊仍於決賽中輸給了西班牙隊。在淘汰賽階段，法國隊在上半場一度落後的情況下，最終以64−56逆轉戰勝了希臘隊，挺進前四強。而在對上俄羅斯的比賽中，帕克攻下22分、3籃板和3助攻，幫助球隊以79−71獲勝，這也是法國國家隊12年來首次打進奧林匹克運動會。2013年，帕克率領法國隊奪得2013年歐洲籃球錦標賽金牌。
2015年9月7日，在2015年歐洲籃球錦標賽的一場法國對上波蘭國家隊的小組賽中，帕克攻下16分，將歐錦賽總得分提升至1032分，超越前希臘球員尼克·加利斯，成為歐錦賽歷史得分王。該紀錄在兩年後被西班牙國家隊的隊長保羅·蓋索打破。
2016年7月，在菲律賓馬尼拉舉行奧運會資格賽期間，帕克宣佈他將在里約奧運會結束後退出國家隊。8月18日，在2016年奧林匹克運動會1/4決賽中，法國隊以67−92大比分不敵西班牙國家隊，遭到淘汰。帕克在賽後表示這將是他代表法國國家隊出戰的最後一場比賽，他對於在法國隊取得的成就感到驕傲。

### 國際賽數據
| 賽事                 | 出賽次數 | 平均得分 | 平均籃板 | 平均助攻 |
| -------------------- | -------- | -------- | -------- | -------- |
| 2001年歐洲籃球錦標賽 | 6        | 8.7      | 1.8      | 1.8      |
| 2003年歐洲籃球錦標賽 | 6        | 18.0     | 2.8      | 3.2      |
| 2005年歐洲籃球錦標賽 | 7        | 11.9     | 2.3      | 2.9      |
| 2007年歐洲籃球錦標賽 | 9        | 20.1     | 3.3      | 2.8      |
| 2009年歐洲籃球錦標賽 | 8        | 17.8     | 3.9      | 4.4      |
| 2011年歐洲籃球錦標賽 | 10       | 22.1     | 3.5      | 4.4      |
| 2012年奧林匹克運動會 | 6        | 15.7     | 2.8      | 3.2      |
| 2013年歐洲籃球錦標賽 | 11       | 19.0     | 2.1      | 3.3      |
| 2015年歐洲籃球錦標賽 | 9        | 12.0     | 2.2      | 4.2      |

## 球員資料
帕克身高6英尺2英寸（1.88米），體重185磅（84公斤），在場上主要擔任控球後衛的位置，作為一名有效率的得分手。他在2007年的投票中被票選為NBA速度最快的球員之一，他經常利用自己在速度和身材上的優勢切入到禁區直接進行上籃或中距離拋投。儘管帕克的身材矮小，但在2005–06賽季有很長一段時間，他在“禁區”的得分效率位於聯盟前段。
帕克的職業生涯初期，他被認為是一名不穩定的射手。於是在2005年的休賽期，總教練波波維奇為了能讓帕克在比賽中發揮更大作用，找了馬刺的投籃教練奇普·恩格蘭來指導帕克。恩格蘭首先禁止帕克在比賽中任意亂投三分球，並逐步糾正他的投籃動作和手指位置。結果在2006–07賽季，帕克已經將他的三分球命中率提升至39.5%，而他的投籃命中次數增加了147次，整體命中率也提高了4%（投籃命中率和三分球命中率）。在那個賽季，帕克的罰球命中率高達78%。以一名控球後衛來說，帕克的投籃命中率已經高於水準，他的推進速度也讓他成為一名高效率的快攻得分手。然而帕克的球風對於他的膝蓋負擔很大，容易產生不良影響（如肌腱炎）。

## 榮譽
| - 團隊榮譽 - NBA總冠軍（2003、2005、2007、2014） - 法國甲級聯賽新星獎（2001） - 個人榮譽 - NBA總決賽最有價值球員（2007） - NBA全明星賽（2006、2007、2009、2012、2013、2014） - NBA年度第二隊（2012、2013、2014） - NBA年度第三隊（2009） - NBA技術挑戰賽冠軍（2012） - 聖安東尼奧馬刺助攻王 - 西區本月最佳球員（2013年1月；自2002年4月提姆·鄧肯以來首位馬刺球員獲此殊榮。） - 美國籃球名人堂(2023) - 青年隊團隊榮譽 - 歐洲U18籃球錦標賽 金牌（2000） - 青年隊個人榮譽 - 歐洲U18籃球錦標賽MVP（2000） - 國家隊榮譽 - 2013年歐洲籃球錦標賽 金牌和MVP - 2011年歐洲籃球錦標賽 銀牌 - 2005年歐洲籃球錦標賽 銅牌 - 2015年歐洲籃球錦標賽 銅牌 - 其它榮譽 - 榮獲法國榮譽軍團勳章（2007） - 歐斯卡年度最佳球員（2007、2013） - 歐洲籃球錦標賽最佳得分手（2011、2013） - FIBA欧洲年度最佳球员（2013、2014） - NBA Live 09封面人物 |

## 職業生涯數據
|  | 代表帕克於該年度贏得總冠軍 |

### NBA例行賽數據統計
| 賽季     | 球隊     | GP   | GS   | MPG  | FG%  | 3P%  | FT%   | RPG | APG | SPG | BPG | PPG  |
| -------- | -------- | ---- | ---- | ---- | ---- | ---- | ----- | --- | --- | --- | --- | ---- |
| 2001–02  | SAS      | 77   | 72   | 29.4 | 41.9 | 32.3 | 67.5  | 2.6 | 4.3 | 1.2 | 0.1 | 9.2  |
| 2002–03† | SAS      | 82   | 82   | 33.8 | 46.4 | 33.7 | 75.5  | 2.6 | 5.3 | 0.9 | 0.1 | 15.5 |
| 2003–04  | SAS      | 75   | 75   | 34.4 | 44.7 | 31.2 | 70.2  | 3.2 | 5.5 | 0.8 | 0.0 | 14.7 |
| 2004–05† | SAS      | 80   | 80   | 34.2 | 48.2 | 27.6 | 65.0  | 3.7 | 6.1 | 1.2 | 0.1 | 16.6 |
| 2005–06  | SAS      | 80   | 80   | 33.9 | 54.8 | 30.6 | 70.7  | 3.3 | 5.8 | 1.0 | 0.1 | 18.9 |
| 2006–07† | SAS      | 77   | 77   | 32.5 | 52.0 | 39.5 | 78.3  | 3.2 | 5.5 | 1.1 | 0.1 | 18.6 |
| 2007–08  | SAS      | 69   | 68   | 33.5 | 49.4 | 25.8 | 71.5  | 3.2 | 6.0 | 0.8 | 0.1 | 18.8 |
| 2008–09  | SAS      | 72   | 71   | 34.1 | 50.6 | 29.2 | 78.2  | 3.1 | 6.9 | 0.9 | 0.1 | 22.0 |
| 2009–10  | SAS      | 56   | 50   | 30.9 | 48.7 | 29.4 | 75.6  | 2.4 | 5.7 | 0.5 | 0.1 | 16.0 |
| 2010–11  | SAS      | 78   | 78   | 32.4 | 51.9 | 35.7 | 76.9  | 3.1 | 6.6 | 1.2 | 1.7 | 17.5 |
| 2011–12  | SAS      | 60   | 60   | 32.0 | 48.0 | 23.0 | 79.9  | 2.9 | 7.7 | 1.0 | 0.1 | 18.3 |
| 2012–13  | SAS      | 66   | 66   | 32.9 | 52.2 | 35.3 | 84.5  | 3.0 | 7.6 | 0.8 | 0.1 | 20.3 |
| 2013–14† | SAS      | 68   | 68   | 29.4 | 49.9 | 37.3 | 81.1  | 2.3 | 5.7 | 0.5 | 0.1 | 16.7 |
| 2014–15  | SAS      | 68   | 68   | 28.7 | 48.6 | 42.7 | 78.3  | 1.9 | 4.9 | 0.6 | 0.0 | 14.4 |
| 2015–16  | SAS      | 72   | 72   | 27.5 | 49.3 | 41.5 | 76.0  | 2.4 | 5.3 | 0.8 | 0.2 | 11.9 |
| 2016–17  | SAS      | 63   | 63   | 25.2 | 46.6 | 33.3 | 72.6  | 1.8 | 4.5 | 0.5 | 0.0 | 10.1 |
| 2017–18  | SAS      | 55   | 21   | 19.5 | 45.9 | 27.0 | 70.5  | 1.7 | 3.5 | 0.5 | 0.0 | 7.7  |
| 2018–19  | CHA      | 56   | 0    | 17.9 | 46.0 | 25.5 | 73.4  | 1.5 | 3.7 | 0.4 | 0.1 | 9.5  |
| 職業生涯 | 職業生涯 | 1254 | 1151 | 30.5 | 49.1 | 32.4 | 75.1  | 2.7 | 5.6 | 0.8 | 0.1 | 15.5 |
| 明星賽   | 明星賽   | 6    | 0    | 18.3 | 52.2 | 16.7 | 100.0 | 1.8 | 4.7 | 0.8 | 0.1 | 8.8  |

### NBA季後賽數據統計
| 2001–02  | SAS      | 10  | 10  | 34.1 | 45.6 | 37.0 | 75.0  | 2.9 | 4.0 | 0.9 | 0.1 | 2.2 | 2.2 | 15.5 |
| 2002–03† | SAS      | 24  | 24  | 33.9 | 40.3 | 26.8 | 71.3  | 2.8 | 3.5 | 0.9 | 0.1 | 2.0 | 2.1 | 14.7 |
| 2003–04  | SAS      | 10  | 10  | 38.6 | 42.9 | 39.5 | 65.7  | 2.1 | 7.0 | 1.3 | 0.1 | 3.1 | 1.5 | 18.4 |
| 2004–05† | SAS      | 23  | 23  | 37.3 | 45.4 | 18.8 | 63.2  | 2.9 | 4.3 | 0.7 | 0.1 | 3.1 | 3.0 | 17.2 |
| 2005–06  | SAS      | 13  | 13  | 36.5 | 46.0 | 22.2 | 81.0  | 3.6 | 3.8 | 1.0 | 0.1 | 3.1 | 2.4 | 21.1 |
| 2006–07† | SAS      | 20  | 20  | 37.6 | 48.0 | 33.3 | 67.9  | 3.4 | 5.8 | 1.1 | 0.0 | 3.3 | 1.7 | 20.8 |
| 2007–08  | SAS      | 17  | 17  | 38.5 | 49.7 | 35.0 | 75.3  | 3.7 | 6.1 | 0.9 | 0.1 | 2.9 | 2.2 | 22.4 |
| 2008–09  | SAS      | 5   | 5   | 36.2 | 54.6 | 21.4 | 71.0  | 4.2 | 6.8 | 1.2 | 0.2 | 4.2 | 2.6 | 28.6 |
| 2009–10  | SAS      | 10  | 2   | 33.5 | 47.4 | 66.7 | 59.5  | 3.8 | 5.4 | 0.6 | 0.0 | 2.2 | 2.0 | 17.3 |
| 2010–11  | SAS      | 6   | 6   | 36.8 | 46.2 | 12.5 | 75.6  | 2.7 | 5.2 | 1.3 | 0.3 | 3.3 | 1.7 | 19.7 |
| 2011–12  | SAS      | 14  | 14  | 36.1 | 45.3 | 33.3 | 80.7  | 3.6 | 6.8 | 0.9 | 0.0 | 3.1 | 1.6 | 20.1 |
| 2012–13  | SAS      | 21  | 21  | 36.4 | 45.8 | 35.5 | 77.7  | 3.2 | 7.0 | 1.1 | 0.1 | 2.5 | 1.2 | 20.6 |
| 2013–14† | SAS      | 23  | 23  | 31.3 | 48.6 | 37.1 | 72.9  | 2.0 | 4.8 | 0.7 | 0.0 | 2.7 | 1.6 | 17.4 |
| 2014–15  | SAS      | 7   | 7   | 30.0 | 36.3 | 0.0  | 58.8  | 3.3 | 3.6 | 0.3 | 0.0 | 1.6 | 2.0 | 10.9 |
| 2015–16  | SAS      | 10  | 10  | 26.4 | 44.9 | 25.0 | 85.7  | 2.2 | 5.3 | 0.6 | 0.2 | 1.8 | 1.5 | 10.4 |
| 2016–17  | SAS      | 8   | 8   | 26.4 | 52.6 | 57.9 | 100.0 | 2.5 | 3.1 | 0.5 | 0.0 | 1.5 | 1.3 | 15.9 |
| 2017–18  | SAS      | 5   | 0   | 13.4 | 37.8 | 0.0  | 71.4  | 0.8 | 1.2 | 0.4 | 0.0 | 0.8 | 0.4 | 6.6  |
| 職業生涯 | 職業生涯 | 226 | 213 | 34.3 | 46.1 | 30.9 | 73.1  | 2.9 | 5.1 | 0.9 | 0.1 | 2.6 | 1.9 | 17.9 |

## 場外生活

### ASVEL
帕克曾在2009年收購了位於里昂的法國籃球俱樂部ASVEL20%的股份，並擔任該球隊的籃球事務部副總裁。在2011年NBA勞資糾紛而進行封館期間，帕克以最低薪資與ASVEL簽約 ，直到封館結束。2014年，帕克成為該球隊的大股東，並擔任總裁職務。
2015年9月，帕克宣佈將在里昂建立自己的籃球學院。2016年7月12日，他和他的商業夥伴公佈了在維勒班建造新球館的計劃，並預計讓它成為ASVEL的新主場。

### Lyon Basket
2017年3月，帕克宣佈成為法國女子籃球聯賽球隊Lyon Basket的大股東，他將在2016–17賽季結束後接任該球隊的總裁職務。

### 家庭生活

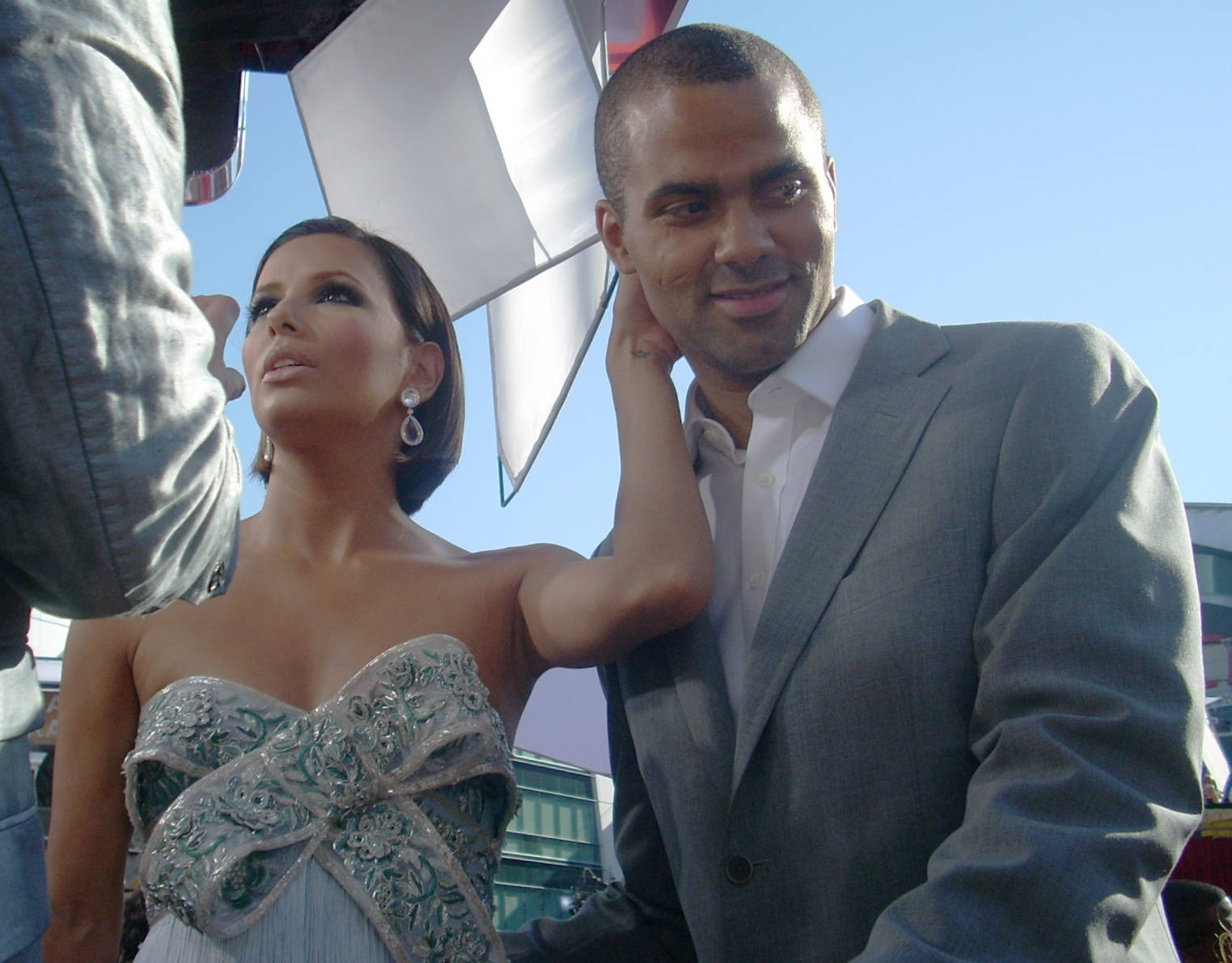
伊娃·朗格莉亞和帕克参加第60届艾美奖。

即使已經離婚，帕克的父母仍對他影響很大。他的母親作為一個健康飲食教練，總會在如何健康飲食方面給帕克許多建議，而他的父親總會在它的比賽結束後透過電話找他討論自己的比賽表現。
2004年10月，帕克遇到了大自己7歲的女演員伊娃·朗格莉亞。2005年8月，朗格莉亞證實她和帕克正在交往。而2006年10月30日，這對情侶訂婚了。朗格莉亞來自科珀斯克里斯蒂，是個土生土長的德克薩斯州人。她常常到現場觀看馬刺的主場比賽。2007年NBA全明星賽期間，別人引用帕克的話說：“伊娃會做任何事，我只要露個面，說聲是的就行了。”2007年7月6日，他們在巴黎市政廳的行政部門正式登記結婚。隨後第二天，他們按照羅馬天主教禮儀在法國巴黎的聖日耳曼奧塞爾教堂舉行了婚禮。婚禮來賓亦包括帕克的隊友－伯利斯·迪奧。

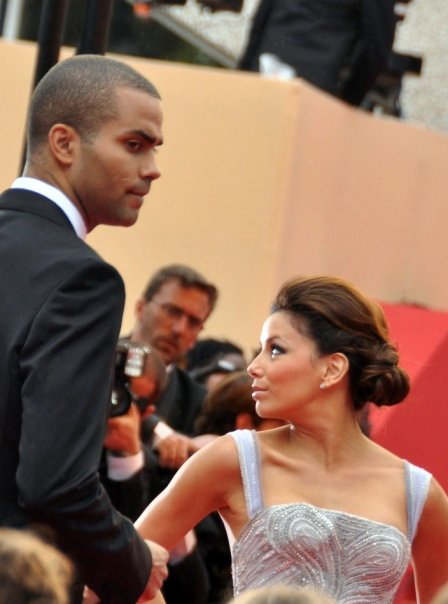
帕克和伊娃·朗格莉亞在第62屆坎城影展。

2007年12月，小報網站和雜誌報導說帕克在跟一名女模特亞歷珊卓·帕雷桑特（Alexandra Paressant）搞婚外戀。帕克和伊娃都通過他們的發言人強烈否認這些傳言，“所有高知名度的夫婦都會在雙方婚姻過程中成為這些事情的受害者。這個女人好像不是第一次在運動員身上用這樣的伎倆使自己在公眾面前臭名昭彰了。”帕克對最先報導這個消息的網站提起兩千萬美元的法律訴訟，最終該網站撤回了該報導的所有內容，並對於給帕克和他妻子帶來的任何損害或麻煩向他致歉。
2010年11月17日，朗格莉亞以兩人產生了不可調節的分歧為由在洛杉磯申請離婚，並希望能從帕克那得到離婚贍養費。帕克夫婦在結婚前一個月曾經簽署過一份婚前協議，並且在2009年6月修改了該協議。朗格莉亞向她的好友名人電視秀Extra的主持人馬里歐·羅培茲證實說，她已經在帕克的手機裡發現了幾百條來自另一名女性的短信。Extra認出了該名女性為艾琳·貝瑞（Erin Barry），而她正是帕克前隊友布伦特·巴里的妻子，貝瑞夫婦目前正處於鬧離婚的狀態。羅培茲後來申明稱朗格莉亞確信帕克在結婚早期就欺騙過他，他跟一名女性通過Facebook一直保持著聯繫。羅培茲說：“伊娃希望大家都知道，她被東尼不忠的傳言壓垮了。她深愛她的丈夫，對於他們的離婚，她心都快碎了……但她還是堅強的。 ”2010年11月19日，帕克以“性格不和或性格矛盾”為由在德克薩斯州提交了跟朗格莉亞的離婚申請書。這將引發離婚案聽證會舉行地點的法律爭奪戰。跟朗格莉亞的離婚申請書不同的是，帕克在離婚申請書中沒有提到婚前協議，並稱“他們將會達成財產分配協議”。帕克夫婦的離婚申請於2011年1月28日在德克薩斯州正式生效，同一天，朗格莉亞的律師提交了駁回請願書的文件。
帕克於2011年開始與一名法國記者愛賽兒·弗朗辛（Axelle Francine）約會。據報導，這對情侶在2013年6月訂婚了。帕克和愛賽兒·弗朗辛於2014年8月2日完婚。他們目前育有兩個兒子。喬許·帕克（Josh Parker）於2014年4月出生，連恩·帕克（Liam Parker）於2016年7月出生。

### 慈善事業
在慈善事業領域，每逢馬刺主場比賽，帕克都會贈送給貧窮的青少年20張門票。帕克也是第一位喜願基金會的形像大使。喜願基金會是一個非營利組織，旨在幫助病危中的孩子達成心願，小至希望得到一件玩具，大至到外地遊玩，當中也有些希望與偶像名人見面相聚。在帕克的個人網站中，他申明說：“我早就知道喜願基金會了，因為它是個世界知名的組織。通過跟孩子和他的家人見面，我在之前也參加過幫助孩子實現心願的活動。當我感到自己應該真心投入時，我決定置身於喜願基金會在法國的慈善事業中，而且我意識到我能夠盡可能多實現孩子們的心願。”

### 音樂
帕克是嘻哈音樂和說唱音樂的狂熱愛好者。他還由生產商Polygrafic（Sound Scientists）發行了一張名為TP的說唱專輯。該張專輯與許多著名說唱歌手合作，包括布巴、Don Choa、Eloquence、Eddie B、傑米·福克斯、K-Reen、Rickwel和女高音。專輯中的單曲包括：
- 《歡迎來到德克薩斯》（以法國說唱歌手布巴（英语：Booba）為主唱，該單曲於2007年3月17日發行，並通過iTunes發布。這首單曲的初始版沒有在法國上映。）[43]
- 《超越自己》（伊娃·朗格莉亞也在裡面出鏡。該單曲有一周時間在法國唱片出版業公會（SNEP）官方排行榜排名第一。）[44]
- 《最初的愛（英语：Premier Love）》（帕克唱法語部份，歌手Rickwel（英语：Rickwel）唱英語部份。這首單曲在法國唱片出版業公會（SNEP）官方排行榜中排名第十一名。）[45]

其他單曲發行包括：
- 《登峰造极》（發行於2007年3月。此單曲的MV中，帕克的隊友提姆·鄧肯、前隊友羅伯特·霍里、布伦特·巴里和纳兹尔·穆罕默德都參加出演了。）[46]

專輯
| 年份 | 專輯   | 峰值位置 |
| 年份 | 專輯   | SNEP     |
| ---- | ------ | -------- |
| 2007 | 《TP》 | 19       |

單曲
| 年份 | 單曲         | 峰值位置 | 峰值位置 | 專輯   |
| 年份 | 單曲         | SNEP     | Ultratop | 專輯   |
| ---- | ------------ | -------- | -------- | ------ |
| 2007 | 《超越自己》 | 1        | 54       | 《TP》 |
| 2007 | 《最初的愛》 | 11       | –        | 《TP》 |

### 夜店受傷
2012年6月14日，加拿大說唱歌手德瑞克一行人在紐約市一家名為W.I.P的夜店裡和歌手克里斯小子爆發口角，隨後雙方一言不合、大打出手，甚至互相投擲玻璃瓶。在這場混亂中，有約八人受傷，而帕克當時正好在場同歡，因遭到玻璃碎片所劃傷導致眼角膜受損，致使他不得不動手術將玻璃碎片從眼中移除。事後他向紐約曼哈頓法庭提出訴訟，指控W.I.P夜店的業者和圍事在維持秩序的責任上有重大疏忽，讓整件事情從言語爭執瞬間變成肢體暴力，因此向業者提出高達兩千萬美金的賠償。

### 其它軼事
帕克曾和他的兄弟在聖安東尼奧開過一間夜店，名為九號休息室（Nueve Lounge），並於2012年3月初的時候正式營運。可惜一年多後就宣告永久停業。
帕克與法國著名足球運動員蒂埃里·亨利有著深厚的友誼。亨利是個籃球迷，他經常半夜三更爬起來觀看籃球比賽，也曾多次出現在馬刺的主場為帕克助威。帕克也曾和他的前妻伊娃·朗格莉亞赴奧地利觀看2008年歐洲足球錦標賽，並為法國國家隊加油。
帕克菜鳥球季在馬刺的工作是在球員練球時，負責為老鳥送上甜甜圈。

## 另見
- NBA總助攻榜
- NBA季後赛得分榜（英语：List of National Basketball Association career playoff scoring leaders）
- NBA季後赛助攻榜（英语：List of National Basketball Association career playoff assists leaders）
- NBA季後赛失誤榜（英语：List of National Basketball Association career playoff turnovers leaders）
- 法國裔NBA球員列表（英语：List of French NBA players）
- 雙重國籍運動員列表（英语：List of sportspeople with dual nationality）

## 外部連結
- 官方网站
- 托尼·帕克在fiba.basketball（英语）
- 托尼·帕克在archive.fiba.com（archived）（英语）
- 托尼·帕克在NBA（英语）
- 托尼·帕克在歐洲籃球聯賽（英语）
- 托尼·帕克在Basketball-Reference.com（NBA）（英语）
- 托尼·帕克在Basketball-Reference.com（國際）（英语）
- 托尼·帕克在ESPN（NBA）（英语）
- 托尼·帕克在Eurobasket.com（球員）（英语）
- 托尼·帕克在Eurobasket.com（教練）（英语）
- 托尼·帕克在RealGM（英语）
- 托尼·帕克在Proballers（英语）
- 托尼·帕克在Olympics.com（英语）
- 托尼·帕克在Olympedia（英语）
- 托尼·帕克在French Olympic and Sports Committee (archived)（法语）
- 托尼·帕克在互联网电影资料库（IMDb）上的資料（英文）

| 前任： Dwyane Wade | NBA總決賽最有價值球員 2007年 | 繼任： 保羅·皮爾斯 |